# Max Orville
Max-Léo Orville (nascido em 1962) é um político francês nascido na Costa do Marfim do Movimento Democrático (MoDem) que serve como membro do Parlamento Europeu desde 2022.
No parlamento, ele já serviu na Comissão de Emprego e Assuntos Sociais e na Comissão Especial sobre a Pandemia do COVID-19.